# Milan Foot-Ball and Cricket Club 1918-1919
Questa voce raccoglie le informazioni riguardanti il Milan Foot-Ball and Cricket Club nelle competizioni ufficiali della stagione 1918-1919.

## Stagione

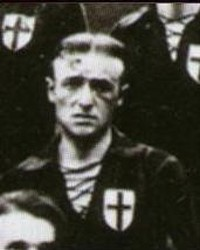
Amedeo Varese, al Milan dal 1918 al 1921

Questa è l'ultima stagione di sospensione del campionato italiano di calcio. Per l'Italia la prima guerra mondiale termina infatti il 3 novembre 1918 con la firma dell'armistizio di Villa Giusti. Questo atto è poi reso pubblico il 4 novembre con il bollettino della Vittoria.
La federazione non riesce però ancora ad organizzare il campionato ma si limita, come negli anni precedenti, a predisporre dei tornei a cui partecipano le maggiori squadre calcistiche dell'epoca. Le rose di queste ultime si ampliano, visto il ritorno di molti calciatori che erano stati precettati per combattere al fronte. Il Milan partecipa alla Coppa Mauro, dove giunge secondo dietro al Legnano. Nel marzo del 1919 la società rossonera cambia nome da "Milan Foot-Ball and Cricket Club" a "Milan Football Club".

## Divise
| Casa | Trasferta |

## Organigramma societario
Area direttiva
- Presidente: Piero Pirelli
- Vice presidente: Silvio Richetti
- Segretario: Luigi Bianchi

Area tecnica
- Direttore sportivo: Cesare Stabilini
- Allenatore: commissione tecnica

## Rosa
| N. |                      | Ruolo | Calciatore          |
| -- | -------------------- | ----- | ------------------- |
|    | Italia (bandiera)    | P     | Armando Gambuti     |
|    | Italia (bandiera)    | P     | Filippo Pellizzoni  |
|    | Italia (bandiera)    | D     | Renzo Azaghi        |
|    | Italia (bandiera)    | D     | Pio Boggio          |
|    | Italia (bandiera)    | D     | Ciro Mario Cevenini |
|    | Italia (bandiera)    | D     | Mario Fallai        |
|    | Italia (bandiera)    | D     | Marco Sala          |
|    | Italia (bandiera)    | C     | Emilio Cazzaniga    |
|    | Italia (bandiera)    | C     | Guglielmo Gajani    |
|    | Italia (bandiera)    | C     | Anselmo Greppi      |
|    | Argentina (bandiera) | C     | Cesare Lovati       |
|    | Italia (bandiera)    | C     | Ernesto Morandi     |

| N. |                   | Ruolo | Calciatore               |
| -- | ----------------- | ----- | ------------------------ |
|    | Italia (bandiera) | C     | Eugenio Morandi          |
|    | Italia (bandiera) | C     | Luigi Savi               |
|    | Italia (bandiera) | C     | Alessandro Scarioni      |
|    | Italia (bandiera) | C     | Francesco Soldera        |
|    | Italia (bandiera) | C     | Amedeo Varese            |
|    | Italia (bandiera) | A     | Carlo Bozzi              |
|    | Italia (bandiera) | A     | Aldo Cevenini (capitano) |
|    | Italia (bandiera) | A     | Carlo Cevenini           |
|    | Italia (bandiera) | A     | Luigi Cevenini           |
|    | Italia (bandiera) | A     | Romolo Ferrario          |
|    | Italia (bandiera) | A     | Edoardo Mariani          |
|    | Italia (bandiera) | A     | Arturo Crottini          |

## Calciomercato
| Acquisti | Acquisti           | Acquisti            | Acquisti |
| R.       | Nome               | da                  | Modalità |
| -------- | ------------------ | ------------------- | -------- |
| D        | Renzo Azaghi       | Nazionale Lombardia | -        |
| D        | Pio Boggio         | Piemonte            | -        |
| A        | Arturo Crottini    | Saronno             | -        |
| P        | Armando Gambuti    | Enotria             | -        |
| P        | Filippo Pellizzoni | Alessandria         | -        |
| C        | Luigi Savi         | Inter               | -        |

| Cessioni | Cessioni         | Cessioni    | Cessioni |
| R.       | Nome             | a           | Modalità |
| -------- | ---------------- | ----------- | -------- |
| C        | Cesare Cevenini  | Inter       | -        |
| P        | Edoardo Croce    | US Milanese | -        |
| C        | Silvio Frigerio  | Ausonia     | -        |
| A        | Alfredo Mambrini | Ausonia     | -        |
| A        | Armando Marini   | US Milanese | -        |
| P        | Guido Ribera     | US Milanese | -        |

## Risultati

### Coppa Mauro

#### Girone di andata
| Arbitro: | Giuseppe Venegoni (Legnano) |

|                                                           |           |                             |
| A. Cevenini 3’ Er. Morandi 73’ Binda ?’ (aut.) Mariani ?’ | Marcatori | 5’, 15’ Perin 25’ Bergamino |

| Arbitro: | Crivelli (Milano) |

|                                                                               |           |                                 |
| Colombo I 10’ Raso 22’ Malaspina 30’ Sodano 44’, 70’ marcatore sconosciuto ?’ | Marcatori | 35’ A. Cevenini 65’ Ed. Mariani |

| Arbitro: | ? |

|                                 |           |                        |
| C. Cevenini 35’ Ed. Mariani 78’ | Marcatori | 44’ Mosso 67’ D'Agradi |

| Arbitro: | Pareau |

|                          |           |                                              |
| marcatore sconosciuto ?’ | Marcatori | 19’ Ferrario 87’ A. Cevenini 88’ C. Cevenini |

| Arbitro: | Brambilla (Milano) |

|                                                             |           |              |
| C. Cevenini 10’, 20’, 77’ Crottini 52’, 89’ A. Cevenini 56’ | Marcatori | 26’ Bellolio |

#### Girone di ritorno
| Arbitro: | Crivelli (Milano) |

|                     |           |                                                       |
| Agradi 6’ Conti 11’ | Marcatori | 35’ (rig.), 40’, 49’, 86’ L. Cevenini 88’ Ed. Mariani |

| Milano 2 marzo 1919 7ª giornata | Milan           | 0 – 0 | Legnano | Velodromo Sempione\| Arbitro: \| A.Gama (Milano) \| |
| Arbitro:                        | A.Gama (Milano) |       |         |                                                     |

| Arbitro: | Crivelli (Milano) |

|                 |           |                     |
| Badini 67’, 80’ | Marcatori | 89’ (rig.) Scarioni |

| Arbitro: | A.Gama (Milano) |

|                              |           |  |
| A. Cevenini 30’ Ferrario 33’ | Marcatori |  |

| Arbitro: | Pareau |

|  |           |                |
|  | Marcatori | ?’ ? ?’ ? ?’ ? |

## Statistiche

### Statistiche di squadra
| Competizione | Punti | In casa | In casa | In casa | In casa | In casa | In casa | In trasferta | In trasferta | In trasferta | In trasferta | In trasferta | In trasferta | Totale | Totale | Totale | Totale | Totale | Totale | DR  |
| Competizione | Punti | G       | V       | N       | P       | Gf      | Gs      | G            | V            | N            | P            | Gf           | Gs           | G      | V      | N      | P      | Gf     | Gs     | DR  |
| ------------ | ----- | ------- | ------- | ------- | ------- | ------- | ------- | ------------ | ------------ | ------------ | ------------ | ------------ | ------------ | ------ | ------ | ------ | ------ | ------ | ------ | --- |
| Coppa Mauro  | 14    | 5       | 3       | 2       | 0       | 14      | 6       | 15           | 3            | 0            | 2            | 14           | 11           | 10     | 6      | 2      | 2      | 28     | 17     | +11 |

### Statistiche dei giocatori
| Giocatore     | Coppa Mauro | Coppa Mauro |
| Giocatore     | Presenze    | Reti        |
| ------------- | ----------- | ----------- |
| R. Azaghi     | 2           | 0           |
| P. Boggio     | 1           | 0           |
| C. Bozzi      | 1           | 0           |
| E. Cazzaniga  | 3           | 0           |
| A. Cevenini   | 10          | 5           |
| C. Cevenini   | 6           | 5           |
| L. Cevenini   | 3           | 3           |
| M. Cevenini   | 1           | 0           |
| A. Crottini   | 1           | 2           |
| M. Fallai     | 5           | 0           |
| R. Ferrario   | 7           | 2           |
| G. Gajani     | 0           | 0           |
| A. Gambuti    | 2           | -9          |
| A. Greppi     | 2           | 0           |
| C. Lovati     | 9           | 0           |
| E. Mariani    | 8           | 4           |
| Er. Morandi   | 10          | 1           |
| Eu. Morandi   | 1           | 0           |
| F. Pellizzoni | 8           | -8          |
| M. Sala       | 9           | 0           |
| L. Savi       | 1           | 0           |
| A. Scarioni   | 9           | 1           |
| F. Soldera    | 9           | 0           |
| A. Varese     | 2           | 0           |